# 욘 레븐
욘 군나르 레븐(스웨덴어: John Gunnar Levén, 1963년 10월 25일 ~ )은 스웨덴의 록 밴드 유럽의 베이시스트이다. 유럽의 모든 스튜디오 앨범에서 공연한 밴드 멤버는 레븐과 보컬리스트 조이 템페스트 뿐이다.